# Хинчагов, Вадим Муратович
Вади́м Мура́тович Хинча́гов (30 августа 1981) — российский футболист, полузащитник.

## Карьера
Воспитанник осетинского футбола. Первый тренер — Теймураз Козырев. В 2003 году выступал в Премьер-лиге, играя за «Аланию». В 2004 году играл за «Экибастузец» в чемпионате Казахстана и Кубке Содружества. По окончании сезона покинул клуб и перешёл в «Ростов».
В Премьер-лиге провёл 12 матчей.